# Hou Yuxia
Hou Yuxia (chinesisch 侯玉霞, Pinyin Hóu Yùxiá) (* 28. Mai 1979 in Jilin) ist eine ehemalige chinesische Biathletin und Skilangläuferin.
Hou Yuxia war Sportsoldatin und lebt in Baishan. Sie betreibt Biathlon seit 1993. Seit 2003 gehört sie dem chinesischen Nationalkader an. In dem Jahr gab sie in Obertilliach bei einem Einzel (22.) ihr Debüt im Europacup. Nach einem anschließenden achten Platz im Sprint rückte sie ins Weltcupteam auf. Ihr Debüt gab sie dort bei einem Sprint in Pokljuka und erlief damit gleich in ihrem ersten Rennen Weltcuppunkte. Ihr Saisonhöhepunkt war die Teilnahme an den Biathlon-Weltmeisterschaften 2004 in Oberhof. Im Sprint wurde sie hier 14 und erreichte beim Großereignis ihr bis dahin bestes Weltcupergebnis. Auch in der folgenden Saison erreichte sie mehrere gute Platzierungen wie einen zwölften Sprintplatz in Antholz.
Doch erst die nächste Saison 2005/06 sollte ihren Durchbruch bringen. In Hochfilzen lief Hou als Fünfte im Einzel erstmals unter die Top 10 und zu ihrem besten Ergebnis. Fünf Mal in dieser Saison erreichte sie Top-10-Platzierungen und am Ende den 25. Rang in der Gesamtwertung. Saisonhöhepunkt wurde ihre Teilnahme an den Olympischen Winterspielen 2006 von Turin, wo sie sportlich jedoch enttäuschte und als beste Platzierung einen 28. Platz im Massenstart erreichte. In der Staffel wurde sie somit nicht eingesetzt. In der Saison 2006/07, in der die chinesische Frauenmannschaft besonders stark auftrat, fiel Hou gegenüber ihren Mannschaftskameradinnen ab und erreichte keinen Weltcuppunkt.
Bevor Yuxia zum Biathlon wechselte, war sie Skilangläuferin. Sie startete etwa bei den Olympischen Winterspielen 2002 über fünf Strecken und erreichte jeweils Platzierungen um 40er-Bereich. Bei den Winter-Asienspielen im folgenden Jahr in der Präfektur Aomori wurde sie Sechste über 5 km klassisch und holte über 10 km Freistil und mit der Staffel jeweils die Bronzemedaille. Seit 2007 startete sie vermehrt wieder als Langläuferin. Im Weltcup erreichte sie in Changchun im 10-Kilometer-Rennen einen zwölften Platz und trat bei den folgenden Nordischen Skiweltmeisterschaften 2007 in Sapporo über drei Strecken an. Beste Platzierung war ein zehnter Staffelrang. Bei den Winter-Asienspielen 2007 in Changchun gewann sie Bronze im Sprint und Silber mit der Staffel.

## Biathlon-Weltcup-Platzierungen
Die Tabelle zeigt alle Platzierungen (je nach Austragungsjahr einschließlich Olympische Spiele und Weltmeisterschaften).
- 1.–3. Platz: Anzahl der Podiumsplatzierungen
- Top 10: Anzahl der Platzierungen unter den ersten zehn (einschließlich Podium)
- Punkteränge: Anzahl der Platzierungen innerhalb der Punkteränge (einschließlich Podium und Top 10)
- Starts: Anzahl gelaufener Rennen in der jeweiligen Disziplin

| Platzierung         | Einzel | Sprint | Verfolgung | Massenstart | Staffel | Gesamt |
| ------------------- | ------ | ------ | ---------- | ----------- | ------- | ------ |
| 1. Platz            |        |        |            |             |         |        |
| 2. Platz            |        |        |            |             |         |        |
| 3. Platz            |        |        |            |             |         |        |
| Top 10              | 1      | 3      | 1          |             | 5       | 10     |
| Punkteränge         | 2      | 8      | 7          | 5           | 6       | 28     |
| Starts              | 10     | 28     | 19         | 6           | 6       | 69     |
| Stand: Karriereende |        |        |            |             |         |        |